# Luc Henris
Luc Henris (20 augustus 1959) is een Belgische schaker met in 2016 een FIDE-rating  2163.  Hij is sinds 1995 een FIDE Meester (FM). 
In juli 2005 speelde hij mee in het toernooi om het kampioenschap van België dat in Aalst gespeeld werd en dat met 7 uit 9 gewonnen werd door Alexandre Dgebuadze. Luc Henris eindigde met 3.5 punt op de vijftiende plaats.
Hij is de auteur van een boek over het Albin tegengambiet. 

## Externe koppelingen
- (en)   Informatie over schaakpartijen van Luc Henris op ChessGames.com
- (en)   Informatie over schaakpartijen van Luc Henris op 365chess.com
- (en)  FIDE-ratinggegevens voor Luc Henris